# Bolitoglossa biseriata
Bolitoglossa biseriata е вид земноводно от семейство Plethodontidae. Видът не е застрашен от изчезване.

## Разпространение
Разпространен е в Колумбия и Панама.

## Описание
Популацията на вида е стабилна.